# Isle of Man Post Office
Почтовое ведомство острова Мэн (англ. Isle of Man Post Office, мэн. Oik Postagh Ellan Vannin) — почтовый оператор острова Мэн. Ранее организация также носила несколько иное коммерческое название — англ. Isle of Man Post (мэн. Post Ellan Vannin — Почта острова Мэн). Является участником почтовой кооперации малых европейских стран (SEPAC).

## История
До 1973 года почтовая служба на острове была частью Королевской почты Великобритании. В дальнейшем местные власти острова организовали самостоятельное почтовое ведомство, с правом выпуска собственных почтовых марок.

## Телекоммуникации
Телекоммуникации оставались в ведении британского Главного почтового управлении (GPO) до 1981 года, когда был учреждён British Telecom. В 1987 году телефонная связь перешла в ведение местной компании Manx Telecom, которая вначале была 100-процентной дочерней компанией «Бритиш Телеком», но стала дочерним обществом мобильного оператора O2.

## Почтовые тарифы
При отправке почтовых отправлений на Мэн из других мест остров Мэн считается частью Великобритании, и пересылаемая из Великобритании корреспонденция оплачивается по внутренним тарифам британской почты. Однако почтовые индексы Великобритании не вводились на острове Мэн до 1993 года, когда острову был присвоен свой почтовый индекс IM.
Почтовые отправления, отправляемые с острова в Великобританию, перевозятся самолётом через Ирландское море и включаются в поток корреспонденции первого класса британской Royal Mail для доставки на следующий день.

## Почтовые отделения
- Королевские почтовые отделения (англ. Crown Post Offices)
  - Дуглас
  - Рамси
- Филиалы почтовых отделений (Sub Post Offices)

- - Дуглас
    - Брунсвик Роуд (Brunswick Road)
    - Кросби Террэс (Crosby Terrace)
    - Виндзор Роуд (Windsor Road)
    - Пулроуз (Pulrose)
    - Уиластон (Willaston)

  - Онкан
    - Приход Онкан[англ.]
    - Ройял Авеню (Royal Avenue)

  - Анаг Коар (Anagh Coar)
  - Болдрайн[англ.]
  - Баллабег[англ.]
  - Баллазалла[англ.]
  - Боллах[англ.]
  - Каслтаун
  - Кросби
  - Фоксдэйл[англ.]
  - Говернорз Хилл (Governor's Hill)
  - Джурби[англ.]
  - Майкл[англ.]
  - Андреас[англ.]
  - Могхолд[англ.]
  - Брайд[англ.]
  - Лакси
  - Пил
  - Порт-Ирин
  - Порт-Сент-Мэри
  - Сэдлстоун (Saddlestone)
  - Сент-Джонс[англ.]
  - Салби[англ.]
  - Юнион-Милз[англ.]

## Председатели Почты острова Мэн
- Алан Кроу[англ.] (MLC, 2008 — настоящее время).
- Памела Кроу[англ.] (MLC, 2004—2007).
- Джон Шиммин[англ.] (1999—2003).
- Доминик Делани[англ.] (1997—1999).
- Дэвид Кретни[англ.] (1992—1996).